# Богун Немањић
Богун Немањић (итал. Bogun Nemagnich), односно Богун из Немање (засеок Немања у селу Какмужи код Пљеваља) био је епонимски предак (родоначелник) старе породице Богуновића, чији су се припадници током 14. и 15. века бавили трговачким пословима у Дубровачкој републици и широм српских земаља. О самом Богуну познато је само то да је имао синове Лаврентија и Сергија, који су се доселили у Дубровник средином 14. века, а по оцу су носили презиме Богуновић. Њихови потомци су припадали угледној грађанској дубровачкој Братовштини Светог Антуна. Поједини припадници исте породице су током 15. века усвојили придевак Немања, из чега је изведено презиме Немањић, које нема никакве везе са старом српском династијом Немањића, већ је повезано са топонимом Немања код Пљеваља, одакле је породица водила порекло. Традиција о пљеваљском пореклу породице (итал. La fameglia Nemagna trahe origine da Pleuglie terra nel ducato di Herzegovina) забележена је у позном генеалошком спису из 18. века, који је у историографији познат као Чингријина генеалогија.
Иако Богунови потомци нису били чак ни дубровачки племићи, већ само грађани и угледни трговци, поједини публицисти су на основу сличности њиховог касније забележеног породичног надимка са презименом српске династије Немањића покушали да докажу наводну генеалошку повезаност Богуна и његових потомака са старом српском династијом.